# Enea Silvio Piccolomini (tábornok)
Enea Silvio Piccolomini (Siena, 1643. – Prizren, Koszovó, 1689. november 9.), sienai arisztokrata családból származó itáliai nemesember, a Habsburg birodalmi haderő tábornoka, német-római császári hadvezér, az Oszmán Birodalom elleni 1688–89-es balkáni hadjáratban a Habsburg-haderő egyik vezénylő tábornoka, elfoglalta Koszovót, Boszniát és betört Makedóniába. Legismertebb „haditette” a járványtól sújtott Szkopje városának felégetése 1689-ben. Ő maga is a fertőzés áldozatául esett. Neve (főleg német forrásokban) néha előfordul németes (Äneas Sylvius Piccolomini) vagy latinos (Aeneas Sylvius  Piccolomini) változatokban is. Délszláv nyelvű anyagokban Giovanni Norberto Piccolomini névváltozatban is megtalálható.

## Életpályája

### Származása, családja
Enea Silvio Piccolomini az ősi sienai Piccolomini arisztokrata családból származott. A család a 14-15. századra már elszegényedett, birtokainak nagy részét elvesztette, a család tagjai maguk gazdálkodtak maradék földjeiken, a fiatal férfiak elvándoroltak, hivatalnoknak, papnak vagy katonának álltak. A 15. században a családból két pápa került ki, II. Piusz (született Enea Silvio Piccolomini, 1405–1464) és annak unokaöccse, III. Piusz (született Francesco Nanni Todeschini Piccolomini, 1439–1503). A 17. században Francesco Piccolomini (1582–1651) a jezsuita rend 8. generálisa (rendfőnöke) lett, Ottavio Piccolomini császári tábornagy (1599–1656) a harmincéves háború hadvezére, Wallenstein herceg testőrgárdájának parancsnoka volt.

### Ifjú évei a bécsi udvarban

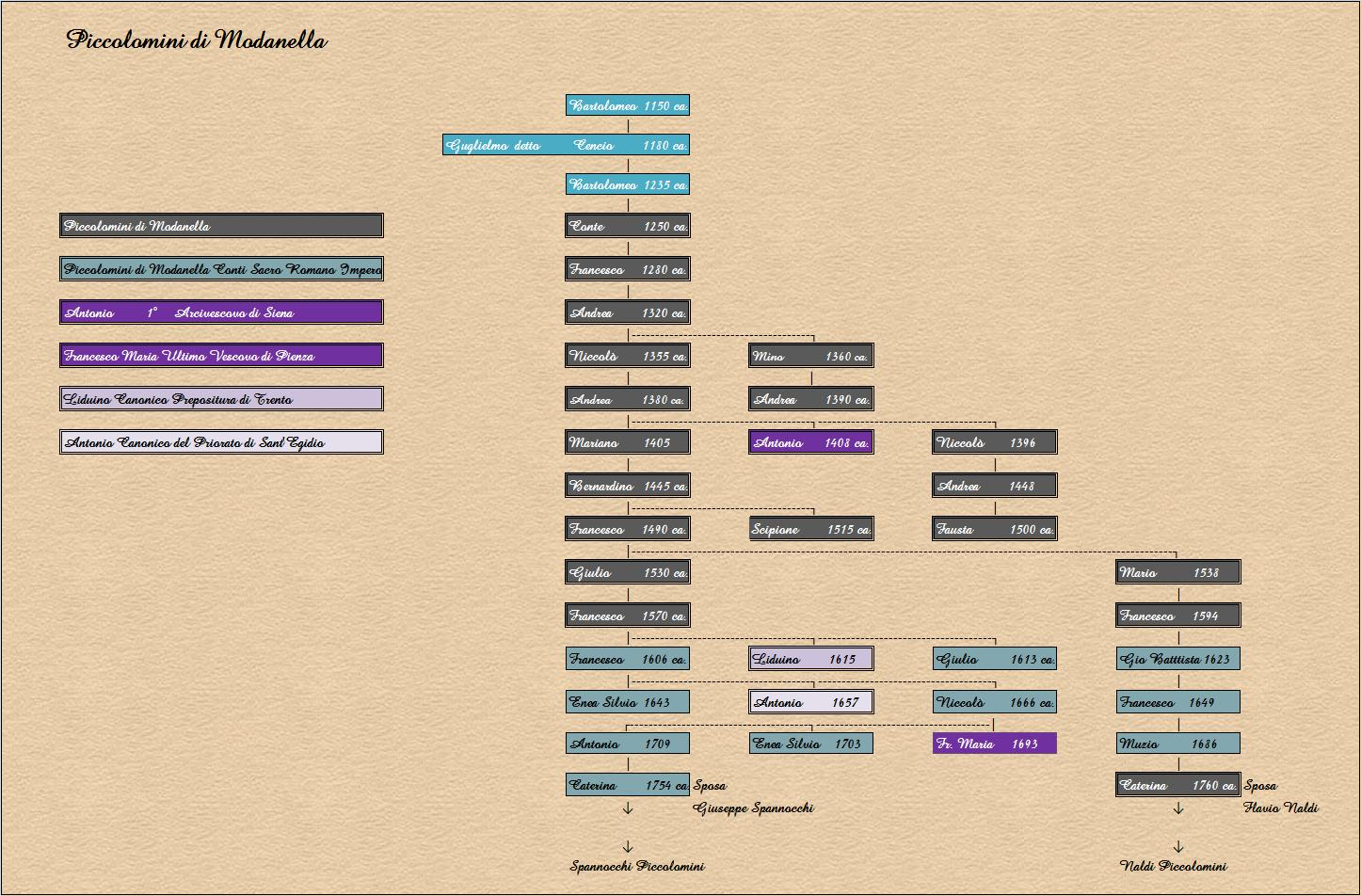
A Piccolomini család Modanella-ágának tagjai. Szürkével a német-római birodalmi grófi címet szerzett családtagok (conti d. Sacro Romano Impero), köztük Francesco (*1606) fiai, Enea Silvio (*1643) és Niccolò (*1666), és unokái, ifj. Enea Silvio (*1703) és Antonio (*1709).

1643-ban született. Édesapja Francesco Piccolomini (*1606), német-római birodalmi gróf, anyja Emilia Strozzi grófnő volt. Enea Silvio 1660 februárjában elhagyta szülővárosát, családját. Bécsbe utazott, hogy a császári udvarnál próbáljon szerencsét. Ebben az időben számos fiatal, tanult itáliai nemes fiú választotta ezt az utat. A Habsburg haderőben számos olasz hadvezér teljesített szolgálatot, Bécsben befolyásos olasz lobbi működött, amelynek tagjai álláshoz, jövedelemhez segítették az újonnan érkező fiatalokat a német fejedelemségek vagy a birodalom hadseregében.
Az ifjú Enea Silvio gróf Bécsben élő rokonai gondoskodtak számára szállásról, szolgálattévő inasokról és lovai számára istállófiúról is. A hírneves felmenőkkel rendelkező fiatalember rokonai ajánlásával kilincselt a császári udvarban, kihallgatást keresve I. Lipót császárnál, a császárnénál, a főhercegek és a befolyásos miniszterek körében. Nehéz helyzetben volt, a nemrégen trónra lépett császár több ezredét is feloszlatta, 1660 októberében Piccolomini beosztott tiszti állást nyert a Rabatta-ezredben. (Az ezred tulajdonosa Rudolf von Rabatta gróf volt, Anton von Rabatta grófnak, Gradiska császári helytartójának fia).
Az 1663–64-es török háború során vértes alezredesként ezredével részt vett Kanizsa sikertelen ostromában, majd 1664 júniusában Pietro Strozzi altábornagy seregében harcolt a törökök által ostromolt Zrínyiújvár védelmében. A Piccolomini- és Rappach-ezredek emberállományának 50%-a elpusztult, Strozzi altábornagy elesett, a törökök június végén bevették és elpusztították a fontos erődítményt. Az ezred maradékát, más csapategységekkel együtt a Dráva és Mura összefolyásához, Légrádhoz rendelték, hogy fedezze Montecuccoli tábornagy Szentgotthárd felé húzódó főseregét.
1675-ben, a francia–holland háborúban Piccolomini tábornok a Birodalom nyugati frontján harcolt Raimondo Montecuccoli tábornagy parancsnoksága alatt. Leveleiben több véres és elkeseredett csatáról ír, amelyeket a Rajna-vidékre betört francia csapatok ellen vívott.
1676-ban elhunyt Klaudia Felicitász császárné, Piccolmini fő patrónája a császári udvarban. Ennek ellenére, a hadjáratból visszatérő ifjú olasz tábornok népszerűsége töretlen maradt. 1677 januárjában kelt levelében arról írt, hogy „a császár és miniszterei nagy ünneplésben részesítenek engem Bécsben, és a jelek szerint egyetlen jóbarátomat sem veszítettem el hosszú távollétem alatt.” Egy 1681 novemberében kelt leveléből kitűnik, hogy már ő maga lépett elő két újonnan Bécsbe érkezett ifjú rokonának protektorává: a levél szerint Enea Silvio az új császárnéval, Pfalz–Neuburgi Eleonórával egyezkedett két újabb Piccolomini státusáról és javadalmazásáról. 1682-ben már egy dragonyos ezred tulajdonosa volt.

### Hadjáratok Magyarországon
Bécs második török ostromának sikeres visszaverése után Lipót császár hadjáratok sorát indította az Oszmán Birodalom ellen, Magyarország, Erdély és a Balkán elhódítására.
1685 augusztusában Piccolomini tábornok Lotaringiai Károly seregében részt vett a Sejtán Ibrahim pasa, magyarországi szeraszker által ostromolt Esztergom felmentésében, az augusztus 16-án Tát mellett vívott győztes csatában.
1686 tavaszán Piccolominit Friedrich von Scherffenberg altábornagy Erdélybe induló hadtestébe osztották be, Veterani tábornokkal együtt, miközben a fősereg, Lotaringiai Károly herceg vezetésével Buda ostromára indult. Augusztusban az erdélyi hadtestet visszarendelték Buda alá. 29-én érkeztek meg, szeptember 2-án részt vettek a vár elleni döntő, sikeres rohamban. Sejtán Ibrahim pasa, szeraszker visszavonuló seregének üldözése során elfoglalták Simontornyát és Pécset.
Az 1687. augusztus 12-én vívott nagyharsányi csatában Piccolomini altábornagy három lovas ezreddel visszaverte a császári balszárnyra támadó, túlerőben lévő szpáhik lovasrohamát, megmentve a bajorokat a felmorzsolástól. Piccolomini ellentámadásba ment át, sikeresen előretolta a császáriak arcvonalát a Karasica-patakig. Később, a Lotaringiai Károly fővezér által elrendelt általános támadásban Piccolomini egy egész dandárt (23 lovas századot) vezetett az ellenséges jobbszárny ellen.

### Hadjárat Boszniában (1688)

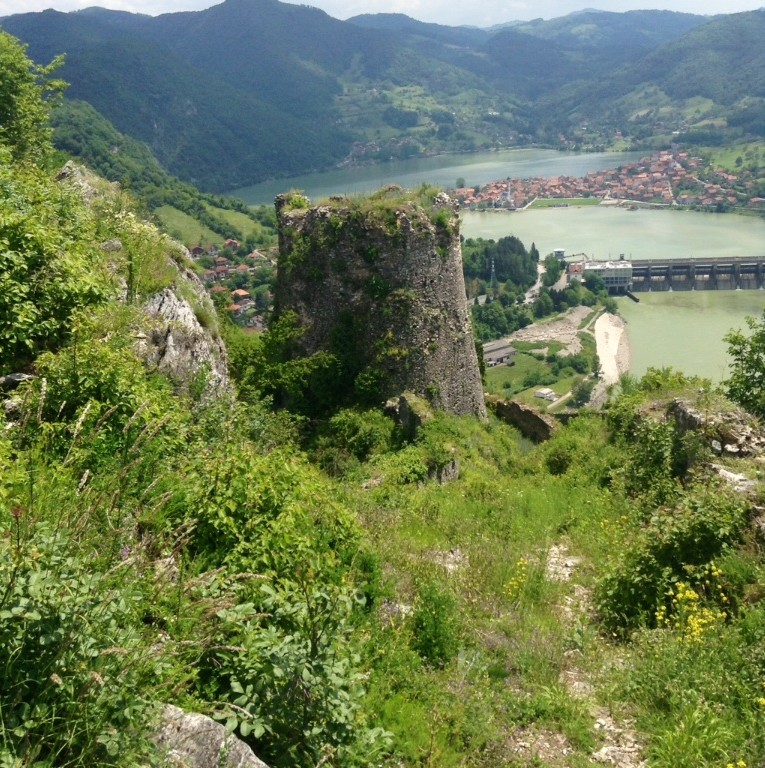
Zvornik vára a Drina fölött

Az 1688-as hadjáratban a II. Miksa Emánuel bajor választófejedelem vezette fősereg Belgrádot ostromolta, Badeni Lajos őrgróf hadteste, Piccolomini, Castell és Thüngen tábornok dandárjaival Szlavóniában állta el a felmentő török sereg útját. Eszékről Pozsegán át Bródba vonult, innen Bosznia határán haladva elfoglalta Gradiskát (Ógradiska, Stara Gradiška), Dubicát (Hrvatska Dubica) és Kostajnicát, majd visszatért Bródba, a hadihídon átkelt a Száván, és szeptember 5-én megtámadta Szijávus boszniai pasa Dervent (Derventa) városánál összegyűjtött, többszörös túlerőben lévő hadát. A hegyszorosokon Piccolomini és Castell tábornok lovas dandárjai törtek át, a szpáhi lovasságot elűzték, a janicsár gyalogságot lemészárolták. A győzelem után délkeletnek vonultak, és a Drina folyónál fekvő Zvornik erődjét foglalták el (szeptember 25.), biztosítva a szerbiai és boszniai hódításokat.
Ugyanezen a napon azonban XIV. Lajos francia király csapatai 80 000 főnyi sereggel betörtek a Pfalzba, erre Lipót császár leállította a balkáni hadműveleteket, a német birodalmi hadak zömét a Rajna-menti határra küldte. A boszniai hadak parancsnokságát Badeni Lajos őrgróf Piccolomini altábornagynak adta át.

### Hadjárat Szerbiában (1689)
1689. február 14-én Lipót császár hadat üzent XIV. Lajosnak, Lotaringiai Károlyt a francia frontra küldte. Boszniában Piccolomini altábornagy csapatai tartották a frontot, a törökök januárban és márciusban is sikertelenül ostromolták Dubicát és Zvornikot, megtorlásul Piccolomini portyázókat küldött Banja Luka és Kozarac felé. Banja Lukát átmenetileg elfoglalták, de a lakosság felgyújtotta a várost és a Verbász folyó hídját.
Az 1689-es balkáni hadjárat főparancsnoka Badeni Lajos őrgróf lett, Piccolomini és Veterani tábornokot a fősereghez osztották be, Erdélyt Heissler és Herbeville tábornok hadteste biztosította. A fősereg Nissza (Niš) felé indult. A török fősereg Drinápolyból vonult Belgrád felé, az új szeraszker, Arab Redzseb pasa, szófiai beglerbég vezetésével. 1689. augusztus 29-én Nagy-Morava folyó jobb partján, Grabovácnál a császáriak a tatár előhadba ütköztek. A grabováci csatában a magyar könnyűlovasság oldalról, Veterani és Piccolomini nehézlovassága szemből támadta meg és szétverte a tatárokat. Másnap, augusztus 30-án a Nagy-Morava bal partján, Batocsina térségében a szeraszker főseregével megvívott ütközetben Piccolomini és Pálffy Miklós lovassága a török balszárnyát verte szét, a pasa erőit Kragujevácig szorították vissza.
Badeni Lajos ezután Jagodinán át Nissza (Niš) ostromára vonult. Szeptember 24-én a balszárnyat biztosító Csáky huszárezredet erős támadás érte, amelyet Piccolomini altábornagy és Holstein herceg vértes ezredei vertek vissza. Másnap, szeptember 25-én rendkívül nehéz, hegyes terepen folyó csatában a császáriak bevették Nisszát. Az északkelet felé, Szófia irányában rendezetlenül menekülő ellenséget Piccolomini altábornagy ezredei üldözték egészen október 2-áig, a hegyeken át egészen a bolgár határig, Pirot és Dragoman városokig nyomulva. Itt helyőrségeket hagyott, és visszatért a nisszai táborba.
A fővezér ekkor kinevezte Piccolominit Ó-Szerbia (a Nisszai szandzsák) katonai parancsnokává, majd a fősereggel Vidin ostromára vonult, amelyet október 19-én sikererrel be is vett. Ezután hadseregének csaknem felét, 8800 embert Piccolomini parancsnoksága alá rendelte a Balkán-hegység hágóinak védelmére, ő maga a Konstantin Brancoveanu havasalföldi vajdát hódoltatta meg.

### Piccolomini hadjárata Ó-Szerbiában (1689)

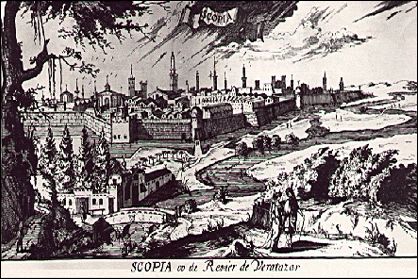
Szkopje (1594-es metszet)

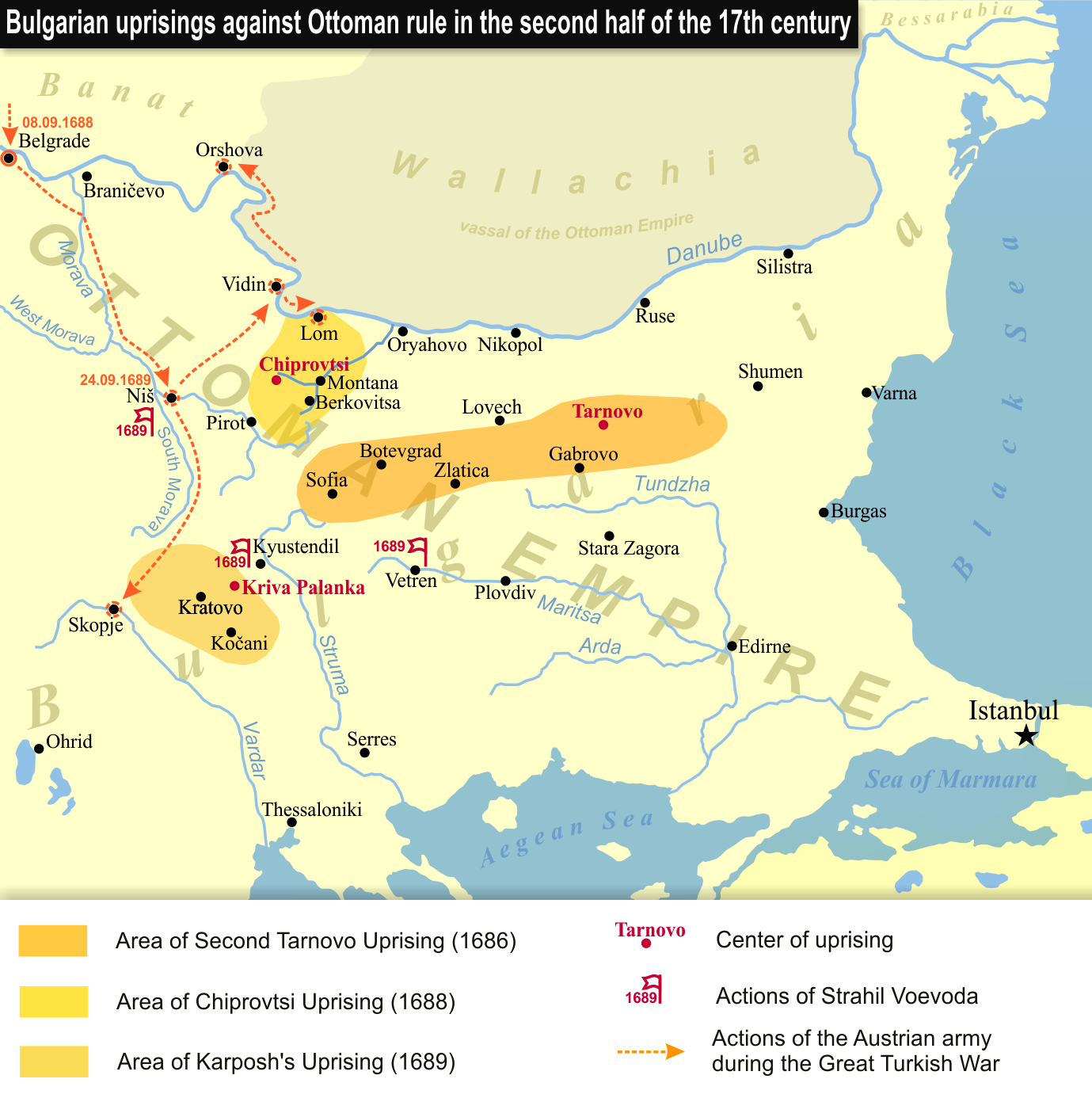
Habsburg hadjárat és törökellenes felkelések a Balkánon (1688-1689)

Piccolomini altábornagy megerősítette Nisszát, biztosította a kelet felé előretolt helyőrségeket (Pirótot és Kumanovót). Ezután hadjáratot vezetett déli irányba, Ó-Szerbia, azaz Koszovó és Makedónia belseje felé. Megszállta Ipeket (Peć), Pristinát és Novi Pazar-t, ezzel biztosította a császári hadsereg helyzetét Dél-Szerbiában.
Lipót császár felszólította a balkáni népek, elsősorban a szerbek, egyházi vezetőit a török elleni harc támogatására. Piccolomini találkozott Csernojevics Arzén ipeki szerb pátriárkával (az ő feljegyzéseiben a tábornok Giovanni Norberto keresztnevekkel szerepel), aki a keresztény szerbeket törökellenes felkelésre szólította fel, a török-párti szerbeket kiátkozta. Sok szerb csatlakozott Piccolomini hadseregéhez. A bizánci ortodox és a római egyház ellentéte miatt azonban sok szerb harcolt a török oldalon is. 1689 októberében a szerb–bolgár határvidéken Kjusztendil, Pirot és Szkopje térségében kitört Petar Karpoš felkelése, amely segítette Piccolomini előrenyomulását. Lipót császár ajándékot küldött a vezérnek, akit „Kumanovó királyának” nevezett. Nincs nyoma, hogy a császáriak ennél komolyabb mértékben segítették volna Karpoš felkelését.
Pristinából Piccolomini Kaçanikba (Kačanik) vonult (október 22.), majd benyomult Makedóniába, és elfoglalta Üszküb (Szkopje) városát. Itt éppen pestis- (más források szerint kolera-) járvány tört ki, ezért az altábornagy október 26-án elrendelte a város felégetését. A város három napig égett, középkori épületei elpusztultak. A tűzvész után a város elnéptelenedett, elvesztette kereskedelmi jelentőségét, 60 000 lakosából csak 10 000 maradt meg. Délszláv források szerint Piccolomini a város felperzselését nem járványveszély miatt, hanem bosszúból rendelte el, Bécs 1683-as török ostromáért. A város felperzselése és más atrocitások miatt miatt sok szerb támogató elfordult a császáriaktól.
Szkopje felégetése után Piccolomini három lovas ezredet, Holstein hercegének parancsnoksága alatt visszaküldött Pristinába, hadának többi részével tovább vonult Prizrenbe. Itt azonban az altábornagy áldozatul esett a (valószínűleg Szkopjében felszedett) betegségnek, és november 9-én meghalt.
Piccolomini grófot Prizren környékén temették el, sírjának pontos helye ismeretlen. A „nagy német katona” egyik állítólagos sírhelyét a helybeliek egyfajta csodatévő búcsújáró helyként kezelik.

### Események halála után
A Havasalföldön tartózkodó Badeni Lajos őrgróf Piccolomini utódjául Veterani tábornokot küldte Ó-Szerbiába főparancsnoknak, Veterani helyére pedig Heissler altábornagyot helyezte erdélyi és havasalföldi főparancsnoknak.
Veterani azonban Vidin ostrománál megsebesült, és még nem épült fel. Dél-Szerbia tehetséges fővezér nélkül maradt. A törökök már 1689. december végén lerohanták Kaçanikot. A város felmentésére küldött osztrák csapatot 1690. január 2-án felkoncolták. 1690-ben megindult a török ellenoffenzíva, Köprülü Musztafa nagyvezír vezetésével, Giráj tatár kán hadainak támogatásával. A törökök visszavették Pristinát, Mitrovicát. A visszatérő Veterani tábornok Nisszába szorult vissza, de 1690 nyarán azt is fel kellett adnia. A törökök Belgrádot is visszafoglalták. Petar Karpoš felkelését leverték, a vezetőket Szkopjében kivégezték. A visszatérő törökök megtorló akcióitól való félelem beindította a nagy szerb bevándorlást a Magyar Királyságba.

## További irodalom
- Vornehme Geschlechter des Kirchen-Staat (a pápai állam nemesi házai) (diglib.hab.de) (németül)
- The Austrian General who Destroyed the city of Skopje to Prevent the Spread of Cholera (historyandheadlines.com)
- A brief highlight of the history of Skopje (skopje.gov.mk) (angolul)
- Napló Buda avagy Offen erős városának híres ostromáról… (balassikiado.hu) Archiválva 2015. szeptember 23-i dátummal a Wayback Machine-ben
- Serbelloni Cuirassiers (vértesek) (kronoskaf.com) (németül)
- Gregory Hanlon: The Twilight Of A Military Tradition: Italian Aristocrats And European Conflicts, 1560-1800, Routledge, 2008. (angolul)
- Hans H.A. Hötte: Atlas of Southeast Europe: Geopolitics and History. Volume One: 1521-1699, Chapter The Great Turkish War (1683-1699), Brill, 2014. (angolul)